# Octadécanal
L'octadécanal est un aldéhyde à longue chaîne, de formule chimique C18H36O, également connu sous le nom d'aldéhyde stéarylique. L'octadécanal est utilisé par plusieurs espèces d'insectes comme phéromone. 